# Garden City (New York)
Garden City è un village degli Stati Uniti d'America, nello stato di New York, nella Contea di Nassau. Nel 2010 contava 22.371 abitanti. Il centro abitato si trova all'interno della città di Hempstead, precisamente a nord vicino al Queens.
Garden City è conosciuta per ospitare la Adelphi University.